# Trichodesma cinereum
Trichodesma cinereum är en strävbladig växtart som beskrevs av Mosti och Selvi. Trichodesma cinereum ingår i släktet Trichodesma och familjen strävbladiga växter. Inga underarter finns listade i Catalogue of Life.